# Nordugrid
Der Begriff NorduGrid steht für ein Grid (einen Verbund vieler Einzelrechner) unter der Kontrolle der NorduGrid Collaboration. Im Jahr 2009 waren darüber etwa 35.000 Prozessoren (CPUs) zu erreichen. Viele verbinden mit dem Namen aber auch die Zusammenarbeit von fünf skandinavischen Ländern auf der Basis eines Memorandum of Understanding des Nordischen Rats zur Förderung des Grid-Computings.
Die Vereinbarung beinhaltet die Entwicklung einer eigenen freien Grid-Middleware (die für die Steuerung und Kontrolle des verteilten Rechnens notwendige Software), des Advanced Resource Connectors (ARC), eingesetzt seit August 2002. Schwerpunkte des Einsatzes sind in Skandinavien und der Schweiz zu finden. Aber auch in Osteuropa, Russland und Australien befinden sich einige Cluster des Grids. Das NorduGrid initiierte einige Spin-off-Projekte, die weitere Forschungs- und Entwicklungsarbeiten ermöglichen. Hierzu gehören insbesondere das EU-Projekt KnowARC und die Nordic Data Grid Facility.

## Zielsetzung
Die NorduGrid Collaboration verbessert ihre Infrastruktur ständig weiter, um noch robuster, skalierbarer und leichter auf andere Plattformen portierbar zu werden. Auch werden die Möglichkeiten der Middleware erweitert und verfeinert. So sollen neue Nutzergruppen für das Teilen ihrer Ressourcen gewonnen werden, die von der Technologie heute noch nicht profitieren können. Alle Entwicklungen werden als freie Software vertrieben. Zudem unterstützt sie die Weiterentwicklung des Grid-Standards durch Beiträge zum Open Grid Forum (OGF).

## Computing Resources und die Community
Öffentliche oder private Organisationen aus Industrie oder Wissenschaft mit Interesse am Grid Computing sind dazu eingeladen, am NorduGrid aktiv teilzunehmen. Hierzu wurde eine virtuelle Organisation (community virtual organisation) ins Leben gerufen, über die durch das Einbringen eigener Rechenkapazitäten auch auf die des Grids zurückgegriffen werden kann.